# Giocondo apache
Giocondo apache (Lagourdette, gentleman cambrioleur) è un cortometraggio muto del 1916 diretto da Louis Feuillade. È uno dei due film girati da Paul Montel (l'altro è Giocondo suicida per amore, diretto sempre da Feuillade).

## Produzione
Il film - un cortometraggio di circa venticinque minuti - fu prodotto dalla Société des Etablissements L. Gaumont

## Distribuzione
Distribuito dalla Société des Etablissements L. Gaumont, il cortometraggio uscì nelle sale cinematografiche francesi nel dicembre 1916.